# Joseph Pearson
Joseph Sanders Pearson (nacido en 1975 en Edmonton, Alberta) es un ensayista, historiador cultural y periodista canadiense. Vive en Berlín.

## Biografía
Entre 1997 y 2001, Pearson se doctoró en Historia Moderna en la Universidad de Cambridge.  Pearson ha impartido clases de humanidades en la Universidad de Columbia, Universidad de Nueva York, la Universidad de las Artes de Berlín, y la Barenboim-Said Akademie, un proyecto de paz encabezado por el director de orquesta Daniel Barenboim. Es sobrino de la novelista infantil Kit Pearson.

## Carrera
Su historia y retrato de la capital alemana, Berlín, fue publicada por Reaktion Press y University of Chicago Press en 2017. The Independent llamó a Berlín "la última palabra para explicar no solo la increíble historia de Berlín, sino también su situación cultural actual" y Bloomberg informó de que el libro "ofrece magistralmente una lectura cercana de la metrópoli en toda su brutal inmediatez". El libro también fue reseñado positivamente en The German Studies Review.
El segundo libro de Pearson El cuchillo de mi abuelo (My Grandfather's Knife) ha sido publicado en abril de 2022 por HarperCollins y The History Press, con una traducción al español a cargo del Planeta (Editorial Crítica) (publicado en octubre de 2022). El libro cuenta las historias de los testigos de la Segunda Guerra Mundial a través de los objetos cotidianos que poseían.
Su tercer libro (2025), The Airlift, es una historia cotidiana del puente aéreo de Berlín, publicada con The History Press en el Reino Unido, y Pegasus Books / Simon and Schuster en Norteamérica (bajo el título independiente, Sweet Victory).
Su trabajo ha aparecido en Newsweek, The New England Review, la BBC, AGNI, Monocle Magazine, Prism International y muchas otras publicaciones. Su obra de no ficción ha sido traducida al alemán, al francés, al árabe, al mandarín y a otros idiomas.
Pearson reside en Berlín (Alemania), donde es ensayista de plantilla del Schaubühne Theatre y el editor de The Needle, uno de los blogs más populares de Berlín. Es miembro fundador del colectivo de artistas, 'AGOSTO'.

## Premios
En 2020 fue galardonado con un premio Jacob Zilber de narrativa breve (primer accésit), por su relato "Una iconostasis". El relato fue nominado en 2020 al Premio Pushcart.

## Publicaciones
- Berlin Reaktion Books, London 2017, ISBN 978-1-78023719-0.
- My Grandfather's Knife. The History Press, Stroud 2022 / HarperCollins,Toronto 2022,  ISBN 978-075099739-3 / ISBN 978-1443465922